# Teatre Talia (Barcelona)
El Teatre Talia de la ciutat de Barcelona va ser un local d'espectacles teatrals ubicat en el número 100 de l'Avinguda del Paral·lel, cantonada amb el carrer del Comte Borrell. La sala tenia platea i dos pisos, en forma de ferradura. Va ser inaugurat el 4 d'agost de 1900 i tancat l'abril de 1987. Dos mesos després, s'hi va produir un incendi; finalment, va ser enderrocat. El gener de 2022, després de dos anys de negociació, el solar va ser adquirit per l'Ajuntament de Barcelona per 5,7 M€. Es projecta construir habitatge social i equipaments de barri.
Durant tota la seva història, el teatre prengué diferents noms: Teatre de les Delícies de 1900 a 1906, Teatre Líric (entre 1906 i 1913, diferent al Teatre Líric de l'Eixample, tancat el 1900), El Trianon de 1913 a 1915 (que no s'ha de confondre amb el Teatre Pompeia, també al Paral·lel, que del 1901 a 1907 va anomenar-se El Trianon), Madrid-Concert de 1915 a 1921, L'As de 1921 a 1924. També s'hi va fer cinema amb el nom de Cine Delicias.
A partir de 1924 es van començar anomenar Teatre Talia. A començament dels anys cinquanta va ser adquirit per Ignacio F. Iquino i Paco Martínez Soria; el teatre va anar alternant el teatre i la sarsuela amb el cinema. De mica en mica, Iquino va anar cedint la seva part i Martínez Soria va acabar essent-ne l'únic propietari. El 1982 va canviar-li el nom de Talia pels seus cognoms: Teatre Martínez Soria i el va dedicar només al teatre.
Abans que fos enderrocat s'hi van representar obres com El apagón de Peter Shaffer, i Violines y trompetas de Santiago Moncada, protagonitzada per Fernando Guillén i Paco Morán durant 3 anys consecutius.

## Estrenes
Teatre Talia
- 1956. ¡Blum!. Protagonitzada per Pau Garsaball.
- 1957. El lloro verd.
- 1958. Rita Hilton, hotel de lujo. Protagonitzada per la Bella Dorita.
- 1965. En Baldiri de la costa de Joaquim Muntanyola, amb Pau Garsaball.[5]
- 1966. Ja tenim 600! de Joaquim Muntanyola. Amb Pau Garsaball.[6]

Teatre Martínez Soria
- 1985. Los tres inocentes de Pedro Mario Herrero. Amb Josefina Güell. Companyia de Paco Morán.[7]
- 1986. Sin chapa y sin collar de Carles Valls. Amb Josefina Güell. Companyia de Paco Morán.[8]
- 1986. Las amargas lágrimas de Petra von Kant de Rainer Werner Fassbinder, protagonitzada per Lola Herrera.[9]